# 野上駅

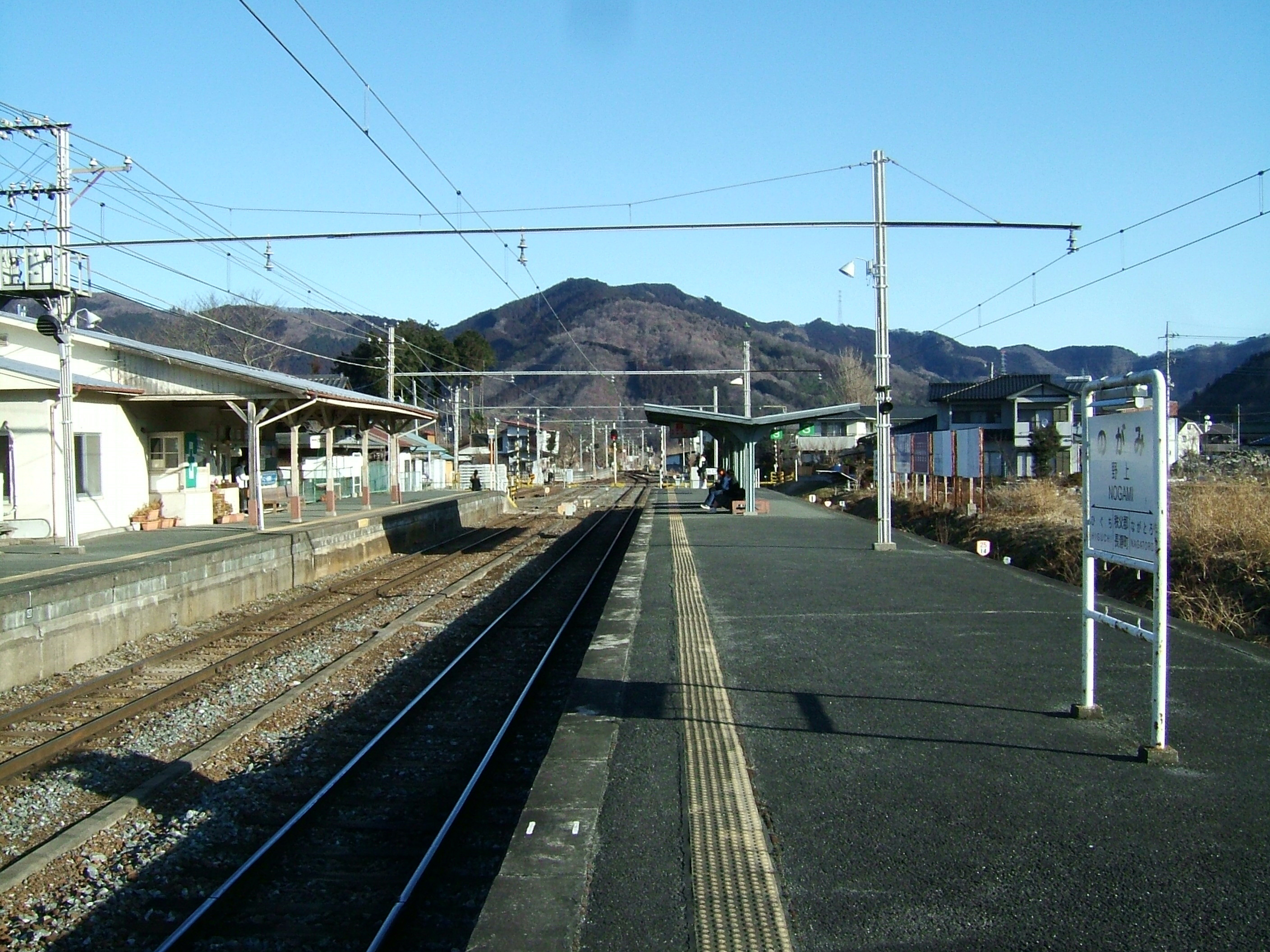
ホーム（2008年2月）

野上駅（のがみえき）は、埼玉県秩父郡長瀞町大字本野上にある秩父鉄道秩父本線の駅である。駅番号はCR23。

## 歴史
- 1911年（明治44年）9月14日：本野上駅として開業。
- 1929年（昭和4年）12月16日：駅名を野上駅に改称。
- 2022年（令和4年）3月12日：ICカード「PASMO」の利用が可能となる[1]。同時に無人化[1]。

## 駅構造
単式ホーム+島式ホーム2面3線を有する地上駅。木造駅舎を有する。無人駅である。簡易PASMO改札機・PASMOチャージ機設置駅。
無人化以前は業務委託駅（管理駅:寄居駅）であり、駅係員勤務時間は平日7:00 - 21:00、土休日は7:30 - 19:00となっていた。
トイレは、改札外にあり水洗式。
1989年以降、西武鉄道からの直通電車が御花畑駅から当駅まで乗り入れていた（その後、寄居駅まで延長、2007年3月6日から長瀞駅までに短縮）。当駅折返しとなったのは構内配線等の都合によるものであったが、行先表示等は観光客への分かりやすさを考慮して「長瀞・野上」行として案内していた。

### のりば
| 番線 | 路線                                     | 方向                                     | 行先                                     |
| ---- | ---------------------------------------- | ---------------------------------------- | ---------------------------------------- |
| 1    | ■秩父線                                  | 上り                                     | 寄居・熊谷・行田市・羽生方面             |
| 2    | ■秩父線                                  | 下り                                     | 長瀞・秩父・三峰口方面                   |
| 3    | （貨物列車待機用。客扱いには使われない） | （貨物列車待機用。客扱いには使われない） | （貨物列車待機用。客扱いには使われない） |

## 利用状況
- 2019年度の1日平均乗車人員は300人である。

| 年度               | 乗車人員 （1日平均） |
| ------------------ | -------------------- |
| 2009年（平成21年） | 413                  |
| 2010年（平成22年） | 390                  |
| 2011年（平成23年） | 367                  |
| 2012年（平成24年） | 363                  |
| 2013年（平成25年） | 349                  |
| 2014年（平成26年） | 350                  |
| 2015年（平成27年） | 340                  |
| 2016年（平成28年） | 330                  |
| 2017年（平成29年） | 317                  |
| 2018年（平成30年） | 314                  |
| 2019年（令和元年） | 300                  |

## 駅周辺
長瀞町は1971年の町名変更まで野上町であり、当駅周辺が町の中心である。
- 秩父七福神 総持寺
- 長瀞町役場
- 長瀞町立長瀞中学校
- 長瀞郵便局
- 秩父警察署 長瀞交番
- 国道140号
- 埼玉県道202号野上停車場線
- 荒川
  - 高砂橋

## 隣の駅
秩父鉄道
■秩父本線
□SLパレオエクスプレス
通過
■急行「秩父路」
寄居駅 (CR20) - 野上駅 (CR23) - 長瀞駅 (CR24)
□各駅停車
樋口駅 (CR22) - 野上駅 (CR23) - 長瀞駅 (CR24)
- 当駅と長瀞駅の間は、乗車券のみで急行「秩父路」の利用が可能。